# Gérard Biard
Pour les articles homonymes, voir Biard (homonymie).
Gérard Biard, né en 1959, est un journaliste français. Il collabore notamment au journal satirique Charlie Hebdo dont il est le rédacteur en chef.

## Biographie
Il écrit dans Charlie Hebdo depuis 1992.
Il se présente comme un ardent défenseur de la laïcité et critique le voile et les femmes qui le portent.
Il est aussi le cofondateur et l'un des trois porte-parole avec Patric Jean et Fred Robert du réseau Zéromacho. Cette association composée exclusivement d'hommes lutte contre la prostitution, et milite pour la pénalisation des clients.
Dans les colonnes de Charlie Hebdo, il s'oppose à la procréation médicalement assistée (PMA) et à la gestation pour autrui (GPA).